# Редфілд (Канзас)
Редфілд (англ. Redfield) — місто (англ. city) в США, в окрузі Бурбон штату Канзас. Населення — 90 осіб (2020).

## Географія
Редфілд розташований за координатами 37°50′11″ пн. ш. 94°52′53″ зх. д. / 37.83639° пн. ш. 94.88139° зх. д. (37.836471, -94.881419).  За даними Бюро перепису населення США в 2010 році місто мало площу 0,31 км², уся площа — суходіл. В 2017 році площа становила 0,37 км², уся площа — суходіл.

## Демографія
Згідно з переписом 2010 року, у місті мешкало 146 осіб у 53 домогосподарствах у складі 33 родин. Густота населення становила 464 особи/км².  Було 59 помешкань (187/км²).
Расовий склад населення:
| - 91,8 % — білих - 2,7 % — корінних американців - 2,1 % — чорних або афроамериканців |

До двох чи більше рас належало 3,4 %. Частка іспаномовних становила 4,1 % від усіх жителів.
За віковим діапазоном населення розподілялося таким чином: 32,9 % — особи молодші 18 років, 52,7 % — особи у віці 18—64 років, 14,4 % — особи у віці 65 років та старші. Медіана віку мешканця становила 29,5 року. На 100 осіб жіночої статі у місті припадало 78,0 чоловіків;  на 100 жінок у віці від 18 років та старших — 88,5 чоловіків також старших 18 років.
Середній дохід на одне домашнє господарство  становив 39 259 доларів США (медіана — 36 250), а середній дохід на одну сім'ю — 53 628 доларів (медіана — 50 833). За межею бідності перебувало 18,5 % осіб, у тому числі 41,2 % дітей у віці до 18 років та 18,8 % осіб у віці 65 років та старших.
Цивільне працевлаштоване населення становило 34 особи. Основні галузі зайнятості: мистецтво, розваги та відпочинок — 23,5 %, роздрібна торгівля — 14,7 %, виробництво — 8,8 %, освіта, охорона здоров'я та соціальна допомога — 8,8 %.